# VHS or Beta
VHS or Beta est un groupe de dance-rock américain, originaire de Louisville, dans le Kentucky.

## Discographie

### Albums
- 2004 : Night on Fire
- 2007 : Bring on the Comets
- 2011 : Diamonds and Death